# Charlot Salwai
Charlot Salwai (24 de abril de 1963) é um político vanuatense, que foi primeiro-ministro de seu país entre 2016 e 2020 e entre 2023 e 2025.
Antes de premiê, Salwai foi Ministro do Comércio e Indústria, Ministro das Terras e Recursos Naturais, Ministro da Educação, Ministro das Finanças e Ministro de Relações Internas de Vanuatu.
Salwai é Líder do partido Reunification of Movements for Change (RMC), que faz parte do bloco Unity for Change. Ele é francófono da Ilha de Pentecostes e cristão protestante.